# Männiku (Saaremaa)
Männiku is een plaats in de Estlandse gemeente Saaremaa, provincie Saaremaa. De plaats heeft de status van dorp (Estisch: küla) en telt 6 inwoners (2021).
Tot in oktober 2017 behoorde Männiku tot de gemeente Valjala. In die maand werd Valjala bij de fusiegemeente Saaremaa gevoegd.

## Geschiedenis
Männiku werd in 1787 voor het eerst genoemd onder de naam Mennikke als veldnaam op het landgoed Kabbil. De Estische naam voor Kabbil was Sassi; sinds 1922 ligt het dorp Veeriku op de plaats waar vroeger het centrum van het landgoed lag. In 1923 was Männiku een boerderij op het terrein van het inmiddels opgeheven landgoed. Bij de boerderij was in het begin van de 20e eeuw een nederzetting Vabadiku ontstaan, die in de jaren twintig ook de naam Männiku kreeg.
Tussen 1977 en 1997 maakte Männiku deel uit van het buurdorp Kuiste.